# Novo Konyarevo
Novo Konyarevo (macedónul: Ново Коњарево) település Észak-Macedóniában, a Délkeleti körzetben, a Novo Szelo-i járásban.

## Népesség
| Lakosok száma | 345  | 368  | 574  | 750  | 1130 | 1205 | 1040 | 934  | 168  |
|               | 1948 | 1953 | 1961 | 1971 | 1981 | 1991 | 1994 | 2002 | 2021 |

- 2002-ben 934 lakosa volt, akik közül 932 macedón és 2 szerb.